# Освободительная революция
Освободительная революция (исп. Revolución Libertadora) — официальное название военного и гражданского восстаний, в результате которых Хуан Перон досрочно прекратил полномочия президента Аргентины 16 сентября 1955 года.

## Предпосылки
Перон был впервые избран на пост президента в 1946 г. В 1949 году поправки в Конституцию Аргентины, предпринятые по его инициативе, предусмотрели защиту ряда прав наёмных рабочих и возможность избрания президента на 2-й срок. Перон был переизбран в 1952 году. В это время его администрация пользовалась широкой поддержкой со стороны профсоюзов, армии и католической церкви.
Однако экономические проблемы, ряд действий правительства и культ личности Перона изменили ситуацию. Оппозиция критиковала Перона за преследования диссидентов (писатели, художники, политики и другие представители интеллигенции подвергались преследованиям, а иногда были вынуждены эмигрировать). Взаимоотношения правительства с католической церковью также ухудшились. По мере того, как церковь все больше дистанцировалась от Перона, правительство также занимало всё более враждебную позицию к церкви и предприняло попытку лишить её части традиционных привилегий. В итоге к 1954 году католическое духовенство заняло открыто антиперонистскую позицию, что также приблизило к ней ряд фракций военных. Между тем, в 1954 году была основана Христианско-Демократическая партия в результате слияния нескольких организаций, активно пропагандирующих христианскую демократию в Аргентине.
К 1955 Перон потерял поддержку значительной части военных, которые вступили в сговор с другими политическими субъектами (членами радикальной партии и социалистической партии, а также консервативных групп). В различных местах Аргентины возникали массовые беспорядки. 14 июня католические епископы выступили против Перона во время процессии на Праздник Тела и Крови Христовых, которая переросла в антиправительственные демонстрации.

## Военное восстание

### Первая попытка переворота

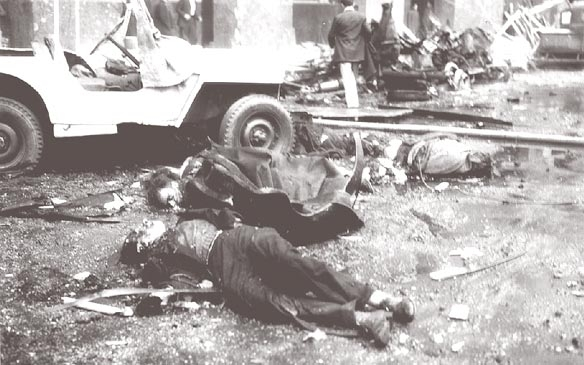
Гражданские жертвы бомбардировки на площади Пласа-де-Майо, 1955

16 июня 1955, 30 самолётов аргентинских ВМС и ВВС осуществили бомбардировку площади Пласа-де-Майо в Буэнос-Айресе, в результате чего погибли более 300 мирных жителей и были ранены более сотни. Нападение остается по сей день крупнейшей воздушной бомбардировкой, когда-либо предпринятой на территории Аргентины. Целью бомбардировки был дворец Каса-Росада, резиденция правительства по соседству с площадью, где собралась большая толпа, чтобы выразить поддержку президенту Хуану Перону.
В отместку группы перонистов-экстремистов в ту же ночь атаковали и сожгли несколько церквей, якобы по наущению вице-президента Альберто Тейсайре.
Единственную важную политическую поддержку Перон получил со стороны Всеобщей Конфедерации труда, которая призвала рабочих на защиту президента. Перон выступил на демонстрации 31 августа.
Участники бомбардировки, включая вице-адмирала Самуэля Торансо Кальдерона, командовавшего бомбардировкой, в последующие годы не понесли никаких наказаний. Лишь вице-адмирал Гаргило, главный организатор путча, покончил жизнь самоубийством после его провала.

### Сентябрьское восстание
16 сентября произошло новое восстание, которое возглавили генерал Эдуардо Лонарди, генерал Педро Э. Арамбуру и адмирал Исаак Рохас. Им удалось свергнуть Перона и создать Временное правительство. В течение нескольких дней в ряде городов шли бои, однако сопротивление стихло, когда стало известно о бегстве Перона.
23 сентября Лонарди объявил, что занимает пост президента, и выступил с речью с балкона Каса Росада, сказав, что не будет «ни победителей, ни побежденных». Лонарди пообещал, что временная администрация будет распущена, как только страна пройдёт «реорганизацию». Его примирительный тон вызвал раздражение среди сторонников жёсткой политики, и уже в ноябре в ходе внутреннего переворота Лонарди был свергнут, а новым президентом стал генерал Арамбуру, начавший политику беспощадных репрессий против перонистов. Перонистская партия была запрещена до 1973 года, хотя перонисты добивались успеха на выборах 1958 и 1963 годов.